# Murex

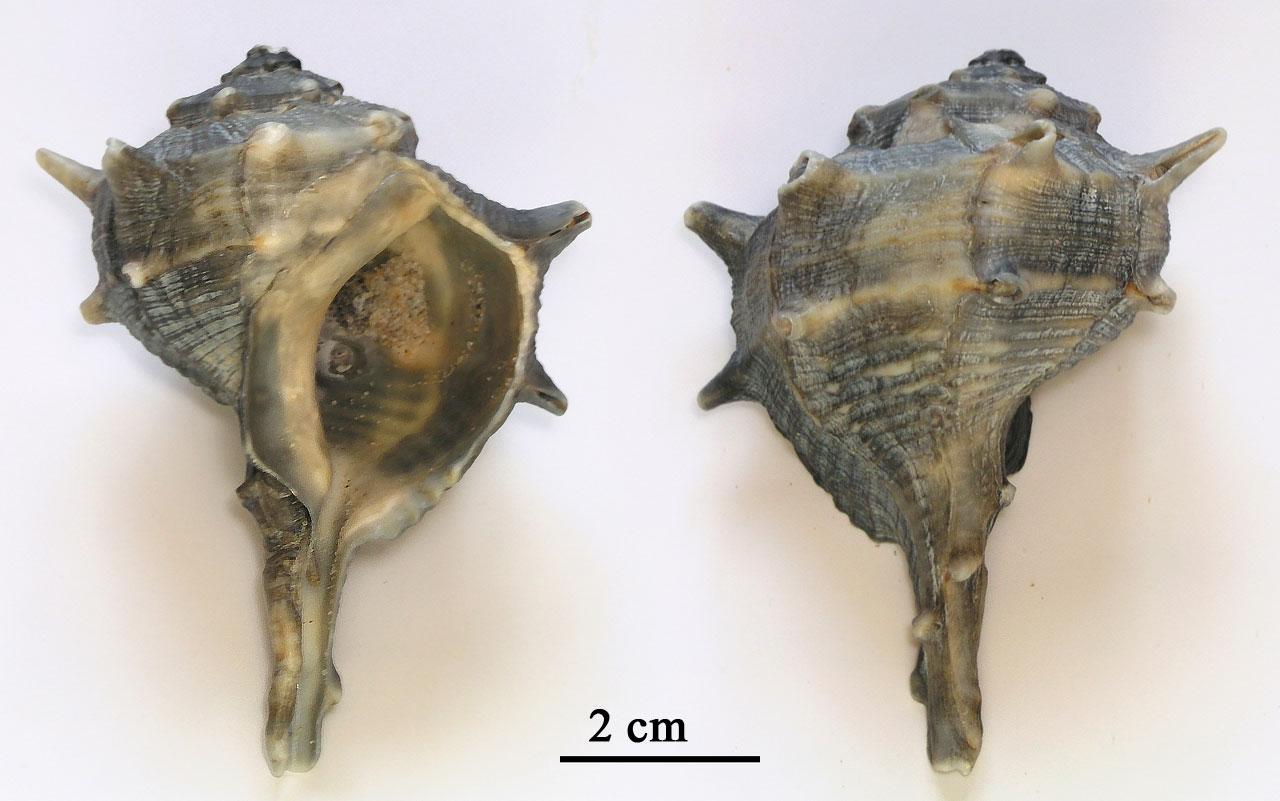
Murex sp.

Murex es un género de moluscos gasterópodos de la familia Muricidae. Son caracoles carnívoros marinos, propios de aguas tropicales. Carecen de nácar en el interior de la concha. Ésta dispone de un opérculo que permite al animal cerrarla y resguardarse dentro. Casi todos viven en la zona intermareal, entre rocas y corales. Poseen sifones bien desarrollados, sostenidos por un surco o canal sifonal de la concha. Muchos miembros de este género son de una gran belleza, con conchas alargadas y esculpidas con espinas o frondes. Las superficies interiores de las conchas a menudo presentan una coloración vistosa.
Murex es un género circunscrito a la región del Indo-Pacífico, como demostraron Ponder & Vokes (1988). Las especies atlánticas y mediterráneas se consideraban antaño como Murex, pero pertenecen en realidad a Haustellum y otros géneros.
El animal de este tipo más conocido en España es la cañadilla, que posee un gran valor gastronómico si bien, técnicamente hablando, la cañadilla no pertenece al género Murex. 
El mucus procedente de la glándula hipobranquial de dos especies, Bolinus grandaris y Murex trunculus (ahora englobadas en géneros distintos y llamadas respectivamente Haustellum brandaris y Hexaplex trunculus) se empleaba en la elaboración del púrpura de Tiro o "púrpura real", un tinte usado en prendas de la realeza.

## Especies
Este género contiene las siguientes especies:
- Murex acanthostephes
- Murex aduncospinosus
- Murex africanus: murex africano.
- Murex alocatus
- Murex altispira
- Murex antillarum: murex de las Antillas.
- Murex brevispina: murex de espina corta.
- Murex brevispina
- Murex carbonnieri: murex de Carbonnier.
- Murex concinnus
- Murex coppingeri
- Murex djarianensis
- Murex falsitribulus
- Murex forskoehlii
- Murex hoplites
- Murex hystricosus
- Murex kerslakai
- Murex megapex
- Murex occa: murex estriado.
- Murex pecten: peine de Venus.
- Murex philippinensis: murex de Filipinas.
- Murex pulcher: murex del oeste de la India.
- Murex queenslandicus: murex de Queensland.
- Murex radula
- Murex salomonensis: murex de las Islas Salomón.
- Murex scolopax: falso peine de Venus.
- Murex serratospinosus
- Murex singaporensis: murex de Singapur.
- Murex somalicus: murex de Somalia.
- Murex spectabilis
- Murex spicatus
- Murex surinamensis: murex de Surinam.
- Murex trapa: murex de espina extraña.
- Murex tribulus
- Murex troscheli: murex de Troschel.
- Murex antelmei